# Faza eliminatorie a Ligii Campionilor 2009-2010
Meciurile din faza eliminatorie Ligii Campionilor 2009-2010 s-au desfășurat între 16 februarie și 22 mai 2010.

## Echipe calificate
| Key to colours               |
| ---------------------------- |
| Seeded in round of 16 draw   |
| Unseeded in round of 16 draw |

| Grupa | Locul I           | Locul II       |
| ----- | ----------------- | -------------- |
| A     | Bordeaux          | Bayern München |
| B     | Manchester United | ȚSKA Moscova   |
| C     | Real Madrid       | Milan          |
| D     | Chelsea           | Porto          |
| E     | Fiorentina        | Lyon           |
| F     | Barcelona         | Internazionale |
| G     | Sevilla           | Stuttgart      |
| H     | Arsenal           | Olympiacos     |

## Urnele fazei optimilor
| Olympique Lyon |
| A.C. Milan     |
| FC Porto       |
| Bayern München |

| Real Madrid       |
| Manchester United |
| Arsenal FC        |
| Fiorentina        |

| Olympiacos                 |
| VfB Stuttgart              |
| ȚSKA Moscova               |
| F.C. Internazionale Milano |

| FC Barcelona             |
| FC Girondins de Bordeaux |
| FC Sevilla               |
| Chelsea FC               |

|  | Optimi             | Optimi            | Optimi | Optimi |   |                    | Sferturi | Sferturi | Sferturi | Sferturi |  |                | Semifinale     | Semifinale | Semifinale | Semifinale |  |  | Finala | Finala |
|  |                    |                   |        |        |   |                    |          |          |          |          |  |                |                |            |            |            |  |  |        |        |
|  | Bayern München (a) | 2                 | 2      | 4      |   |                    |          |          |          |          |  |                |                |            |            |            |  |  |        |        |
|  | Fiorentina         | 1                 | 3      | 4      |   |                    |          |          |          |          |  |                |                |            |            |            |  |  |        |        |
|  | Fiorentina         | 1                 | 3      | 4      |   | Bayern München (a) | 2        | 2        | 4        |          |  |                |                |            |            |            |  |  |        |        |
|  |                    |                   |        |        |   | Bayern München (a) | 2        | 2        | 4        |          |  |                |                |            |            |            |  |  |        |        |
|  |                    | Manchester United | 1      | 3      | 4 |                    |          |          |          |          |  |                |                |            |            |            |  |  |        |        |
|  | Milan              | Manchester United | 1      | 3      | 4 | 2                  | 0        | 2        |          |          |  |                |                |            |            |            |  |  |        |        |
|  | Milan              |                   |        |        |   | 2                  | 0        | 2        |          |          |  |                |                |            |            |            |  |  |        |        |
|  | Manchester United  | 3                 | 4      | 7      |   |                    |          |          |          |          |  |                |                |            |            |            |  |  |        |        |
|  | Manchester United  | 3                 | 4      | 7      |   |                    |          |          |          |          |  | Bayern München | 1              | 3          | 4          |            |  |  |        |        |
|  |                    |                   |        |        |   |                    |          |          |          |          |  | Bayern München | 1              | 3          | 4          |            |  |  |        |        |
|  |                    | Lyon              | 0      | 0      | 0 |                    |          |          |          |          |  |                |                |            |            |            |  |  |        |        |
|  | Lyon               | Lyon              | 0      | 0      | 0 | 1                  | 1        | 2        |          |          |  |                |                |            |            |            |  |  |        |        |
|  | Lyon               |                   |        |        |   | 1                  | 1        | 2        |          |          |  |                |                |            |            |            |  |  |        |        |
|  | Real Madrid        | 0                 | 1      | 1      |   |                    |          |          |          |          |  |                |                |            |            |            |  |  |        |        |
|  | Real Madrid        | 0                 | 1      | 1      |   | Lyon               | 3        | 0        | 3        |          |  |                |                |            |            |            |  |  |        |        |
|  |                    |                   |        |        |   | Lyon               | 3        | 0        | 3        |          |  |                |                |            |            |            |  |  |        |        |
|  |                    | Bordeaux          | 1      | 1      | 2 |                    |          |          |          |          |  |                |                |            |            |            |  |  |        |        |
|  | Olympiacos         | Bordeaux          | 1      | 1      | 2 | 0                  | 1        | 1        |          |          |  |                |                |            |            |            |  |  |        |        |
|  | Olympiacos         |                   |        |        |   | 0                  | 1        | 1        |          |          |  |                |                |            |            |            |  |  |        |        |
|  | Bordeaux           | 1                 | 2      | 3      |   |                    |          |          |          |          |  |                |                |            |            |            |  |  |        |        |
|  | Bordeaux           | 1                 | 2      | 3      |   |                    |          |          |          |          |  |                | Bayern München |            |            |            |  |  |        |        |
|  |                    |                   |        |        |   |                    |          |          |          |          |  |                |                |            |            |            |  |  |        |        |
|  |                    | Internazionale    |        |        |   |                    |          |          |          |          |  |                |                |            |            |            |  |  |        |        |
|  | Internazionale     | 2                 | 1      | 3      |   |                    |          |          |          |          |  |                |                |            |            |            |  |  |        |        |
|  | Internazionale     | 2                 | 1      | 3      |   |                    |          |          |          |          |  |                |                |            |            |            |  |  |        |        |
|  | Chelsea            | 1                 | 0      | 1      |   |                    |          |          |          |          |  |                |                |            |            |            |  |  |        |        |
|  | Chelsea            | 1                 | 0      | 1      |   | Internazionale     | 1        | 1        | 2        |          |  |                |                |            |            |            |  |  |        |        |
|  |                    |                   |        |        |   | Internazionale     | 1        | 1        | 2        |          |  |                |                |            |            |            |  |  |        |        |
|  |                    | ȚSKA Moscova      | 0      | 0      | 0 |                    |          |          |          |          |  |                |                |            |            |            |  |  |        |        |
|  | ȚSKA Moscova       | ȚSKA Moscova      | 0      | 0      | 0 | 1                  | 2        | 3        |          |          |  |                |                |            |            |            |  |  |        |        |
|  | ȚSKA Moscova       |                   |        |        |   | 1                  | 2        | 3        |          |          |  |                |                |            |            |            |  |  |        |        |
|  | Sevilla            | 1                 | 1      | 2      |   |                    |          |          |          |          |  |                |                |            |            |            |  |  |        |        |
|  | Sevilla            | 1                 | 1      | 2      |   |                    |          |          |          |          |  | Internazionale | 3              | 0          | 3          |            |  |  |        |        |
|  |                    |                   |        |        |   |                    |          |          |          |          |  | Internazionale | 3              | 0          | 3          |            |  |  |        |        |
|  |                    | Barcelona         | 1      | 1      | 2 |                    |          |          |          |          |  |                |                |            |            |            |  |  |        |        |
|  | Porto              | Barcelona         | 1      | 1      | 2 | 2                  | 0        | 2        |          |          |  |                |                |            |            |            |  |  |        |        |
|  | Porto              |                   |        |        |   | 2                  | 0        | 2        |          |          |  |                |                |            |            |            |  |  |        |        |
|  | Arsenal            | 1                 | 5      | 6      |   |                    |          |          |          |          |  |                |                |            |            |            |  |  |        |        |
|  | Arsenal            | 1                 | 5      | 6      |   | Arsenal            | 2        | 1        | 3        |          |  |                |                |            |            |            |  |  |        |        |
|  |                    |                   |        |        |   | Arsenal            | 2        | 1        | 3        |          |  |                |                |            |            |            |  |  |        |        |
|  |                    | Barcelona         | 2      | 4      | 6 |                    |          |          |          |          |  |                |                |            |            |            |  |  |        |        |
|  | Stuttgart          | Barcelona         | 2      | 4      | 6 | 1                  | 0        | 1        |          |          |  |                |                |            |            |            |  |  |        |        |
|  | Stuttgart          |                   |        |        |   | 1                  | 0        | 1        |          |          |  |                |                |            |            |            |  |  |        |        |
|  | Barcelona          | 1                 | 4      | 5      |   |                    |          |          |          |          |  |                |                |            |            |            |  |  |        |        |

## Optimi
Tragerea la sorți aoptimilor a avut loc pe 18 decembrie 2009. Turul s-a jucat pe 16, 17, 23 and 24 februarie, iar  returul s-a jucat pe 9, 10, 16 și 17 martie 2010.
| Echipa #1      | Total   | Echipa #2         | Tur | Retur |
| -------------- | ------- | ----------------- | --- | ----- |
| Stuttgart      | 1–5     | Barcelona         | 1–1 | 0–4   |
| Olympiacos     | 1–3     | Bordeaux          | 0–1 | 1–2   |
| Internazionale | 3–1     | Chelsea           | 2–1 | 1–0   |
| Bayern München | 4–4 (a) | Fiorentina        | 2–1 | 2–3   |
| ȚSKA Moscova   | 3–2     | Sevilla           | 1–1 | 2–1   |
| Lyon           | 2–1     | Real Madrid       | 1–0 | 1–1   |
| Porto          | 2–6     | Arsenal           | 2–1 | 0–5   |
| Milan          | 2–7     | Manchester United | 2–3 | 0–4   |

### Tur
| Lyon       | 1 – 0  | Real Madrid |
| ---------- | ------ | ----------- |
| Makoun 47' | Report |             |

| Milan                     | 2 – 3  | Manchester United           |
| ------------------------- | ------ | --------------------------- |
| Ronaldinho 3' Seedorf 85' | Report | Scholes 36' Rooney 66', 74' |

| Porto                 | 2 – 1  | Arsenal      |
| --------------------- | ------ | ------------ |
| Varela 11' Falcao 51' | Report | Campbell 18' |

| Bayern München                | 2 – 1  | Fiorentina   |
| ----------------------------- | ------ | ------------ |
| Robben 45+3' (pen.) Klose 89' | Report | Krøldrup 50' |

| Stuttgart | 1 – 1  | Barcelona       |
| --------- | ------ | --------------- |
| Cacau 25' | Report | Ibrahimović 52' |

| Olympiacos | 0 – 1  | Bordeaux    |
| ---------- | ------ | ----------- |
|            | Report | Ciani 45+2' |

| ȚSKA Moscova | 1 – 1  | Sevilla     |
| ------------ | ------ | ----------- |
| González 66' | Report | Negredo 25' |

| Internazionale          | 2 – 1  | Chelsea   |
| ----------------------- | ------ | --------- |
| Milito 3' Cambiasso 55' | Report | Kalou 51' |

### Retur
| Arsenal                                             | 5 – 0  | Porto |
| --------------------------------------------------- | ------ | ----- |
| Bendtner 10', 25', 90+1' (pen.) Nasri 63' Eboué 66' | Report |       |

Arsenal a câștigat 6–2 la general.
| Fiorentina                  | 3 – 2  | Bayern München            |
| --------------------------- | ------ | ------------------------- |
| Vargas 28' Jovetić 54', 64' | Report | Van Bommel 60' Robben 65' |

Fiorentina 4–4 Bayern München la general. Bayern München a câștigat datorită reguli golurilor marcate în deplasare.
| Real Madrid | 1 – 1  | Lyon       |
| ----------- | ------ | ---------- |
| Ronaldo 6'  | Report | Pjanić 75' |

Lyon a câștigat 2–1 la general.
| Manchester United                     | 4 – 0  | Milan |
| ------------------------------------- | ------ | ----- |
| Rooney 13', 46' Park 59' Fletcher 88' | Report |       |

Manchester United a câștigat 7–2 la general.
| Sevilla     | 1 – 2  | ȚSKA Moscova        |
| ----------- | ------ | ------------------- |
| Perotti 41' | Report | Necid 39' Honda 55' |

ȚSKA Moscova a câștigat 3–2 la general.
| Chelsea | 0 – 1  | Internazionale |
| ------- | ------ | -------------- |
|         | Report | Eto'o 78'      |

Internazionale a câștigat 3–1 la general.
| Barcelona                          | 4 – 0  | Stuttgart |
| ---------------------------------- | ------ | --------- |
| Messi 13', 60' Pedro 22' Bojan 89' | Report |           |

Barcelona a câștigat 5–1 la general.
| Bordeaux                | 2 – 1  | Olympiacos    |
| ----------------------- | ------ | ------------- |
| Gourcuff 5' Chamakh 88' | Report | Mitroglou 65' |

Bordeaux a câștigat 3–1 la general.

## Sferturi
Tragerea la sorți a semifinalelor a avut loc  în Nyon, Elveția pe 19 martie 2010. Turul s-a jucat pe 30 și 31 martie 2010, iar returul s-a jucat pe 6 și 7 aprilieie 2010.
| Echipa #1      | Total   | Echipa #2         | Tur | Retur |
| -------------- | ------- | ----------------- | --- | ----- |
| Lyon           | 3–2     | Bordeaux          | 3–1 | 0–1   |
| Bayern München | 4–4 (a) | Manchester United | 2–1 | 2–3   |
| Arsenal        | 3–6     | Barcelona         | 2–2 | 1–4   |
| Internazionale | 2–0     | ȚSKA Moscova      | 1–0 | 1–0   |

### Tur
| Lyon                                | 3 – 1  | Bordeaux    |
| ----------------------------------- | ------ | ----------- |
| Lisandro 10', 77' (pen.) Bastos 32' | Report | Chamakh 14' |

| Bayern München        | 2 – 1  | Manchester United |
| --------------------- | ------ | ----------------- |
| Ribéry 77' Olić 90+2' | Report | Rooney 2'         |

| Arsenal                         | 2 – 2  | Barcelona            |
| ------------------------------- | ------ | -------------------- |
| Walcott 69' Fàbregas 85' (pen.) | Report | Ibrahimović 46', 59' |

| Internazionale | 1 – 0  | ȚSKA Moscova |
| -------------- | ------ | ------------ |
| Milito 65'     | Report |              |

### Retur
| ȚSKA Moscova | 0 – 1  | Internazionale |
| ------------ | ------ | -------------- |
|              | Report | Sneijder 6'    |

Internazionale a câștigat 2–0 la general.
| Barcelona                | 4 – 1  | Arsenal      |
| ------------------------ | ------ | ------------ |
| Messi 21', 37', 42', 88' | Report | Bendtner 18' |

Barcelona a câștigat 6–3 la general.
| Bordeaux    | 1 – 0  | Lyon |
| ----------- | ------ | ---- |
| Chamakh 45' | Report |      |

Lyon a câștigat 3–2 la general.
| Manchester United      | 3 – 2  | Bayern München      |
| ---------------------- | ------ | ------------------- |
| Gibson 3' Nani 7', 41' | Report | Olić 43' Robben 74' |

Bayern München 4–4 Manchester United la general. Bayern München a câștigat datorităcelor 2 goluri maracte pe Old Trafford.

## Semifinale
Tragerea la sorți a semifinalelor a avut loc imediat după tragerea la sorți a sferturilor. Turul s-a jucat pe 20 și 21 aprilieie 2010, iar returul pe 27 and 28 aprilieie 2010. Exista temerea că turul va fi amânat din cauza erupțiilor vulcanului Eyjafjallajökull din Islanda. UEFA a emis o declarație la data de 18 aprlie în care se specifiaca că meciurile se vor juca și că echipele vor căuta mijloace alternative de transport pentru a ajunge în oraașele în care au meciurile.
| Echipa #1      | Total | Echipa #2 | Tur | Retur |
| -------------- | ----- | --------- | --- | ----- |
| Bayern München | 4–0   | Lyon      | 1–0 | 3–0   |
| Internazionale | 3–2   | Barcelona | 3–1 | 0–1   |

### Tur
| Internazionale                     | 3 – 1  | Barcelona |
| ---------------------------------- | ------ | --------- |
| Sneijder 30' Maicon 48' Milito 61' | Report | Pedro 19' |

| Bayern München | 1 – 0  | Lyon |
| -------------- | ------ | ---- |
| Robben 69'     | Report |      |

### Retur
| Lyon | 0 – 3  | Bayern München     |
| ---- | ------ | ------------------ |
|      | Report | Olić 26', 67', 78' |

Bayern München a câștigat cu 4–0 la general.
| Barcelona | 1 – 0  | Internazionale |
| --------- | ------ | -------------- |
| Piqué 84' | Report |                |

Internazionale a câștigat cu 3–2 la general.

## Finala
Finala s-a jucat sâmbăta. Ea s-a disputat pe Stadionul Santiago Bernabéu, Madrid pe data de 22 mai 2010. Meciul a fost câștigat de Internazionale cu 2–0 contra lui Bayern München.
| Bayern München | 0 — 2   | Internazionale |
| -------------- | ------- | -------------- |
|                | Cronică | Milito 35' 70' |